# Imagine (album)
Imagine este al doilea album de studio al lui John Lennon fiind considerat cel mai popular dintre toate discurile sale solo. Înregistrat și lansat în 1971, albumul cuprinde melodii mai lente ori mai comerciale și mai puțin îndreptate către avangardism, ale cărui influențe se resimt pe precedentul său album Plastic Ono Band, de asemenea un succes al artistului.
"Imagine" este una dintre melodiile cele mai cunoscute din lume. Versurile care insotesc melodia, sunt urmatoarele:
"Imagine there`s no heaven!
No hell below us,
Above us omly sky.
Imagine all the people
Living for today!
Imagine there`s no countries!
It isn`t hard to do!
Nothing to kill or die for
And no religion too.
Imagine all the people, 
Living life in peace!"
Aceste versuri descriu o imagine utopică a pământului locuit de oameni,înțelesul acestor versuri mergând dincolo de accepțiunea credinței in Dumnezeu. 

## Lista melodiilor
1. "Imagine" (3:01)
2. "Crippled Inside" (3:47)
3. "Jealous Guy" (4:14)
4. "It's So Hard" (2:25)
5. "I Don't Wanna Be a Soldier" (6:05)
6. "Gimme Some Truth" (3:16)
7. "Oh My Love" ( John Lennon , Yoko Ono ) (2:44)
8. "How Do You Sleep ?" (5:36)
9. "How ?" (3:43)
10. "Oh Yoko !" (4:20)

- Toate cântecele au fost scrise de John Lennon cu excepția celor notate.

## Single- uri
- "Imagine" (1971/1975/1980/1988/1999)
- "Jealous Guy" (1985/1988)